# Сазанов, Владимир Александрович
Владимир Александрович Сазанов (27 июля 1941 — 9 апреля 2019) — советский партийный и хозяйственный деятель. Первый секретарь горкома КПСС Пензы-19 (1974—1984). Первый секретарь Пензенского горкома КПСС (1986—1990). Председатель Пензенского городского исполнительного Совета депутатов трудящихся (1990—1992). Лауреат Премии Совета Министров СССР (1981).

## Биография
Родился в 1941 году в городе Пенза.
С 1959 года слесарь-трубоукладчик треста «Спецстрой» города Пенза. С 1965 года после окончания Пензенского инженерно-строительного института с отличием работал инженером треста «Облремстрой». С 1968 года инженер-механик треста «Волгапродмонтаж» города Саратова.
С 1972 года на партийной работе — секретарь парткома Пензенских организаций Минмонтажспецстроя СССР, инструктор Пензенского обкома КПСС. С 1973 года второй секретарь, с 1974 года первый секретарь ГК КПСС Пензы-19. С 1984 года инструктор Комитета партийного контроля при ЦК КПСС. С 1986 года первый секретарь Пензенского ГК КПСС. В 1988 году окончил Академию общественных наук при ЦК КПСС. С 1990 года председатель контрольно-ревизионной комиссии Пензенского ОК КПСС. В 1990-1992 председатель Пензенского городского Совета народных депутатов.
С 1973 по 1990 годы депутат городского Совета депутатов трудящихся и Пензенского облисполкома, членом бюро ГК КПСС города Пенза-19 и Пензенского ОК КПСС. В 1988 году делегат XIX конференции КПСС.
С 1992 года уполномоченный исполнительной дирекции Ассоциации «Большая Волга». С 1993 года заместитель председателя и председатель Комитета по управлению госимуществом — заместитель главы администрации Пензенской области. С 1995 года первый заместитель директора Федеральной дирекции автодороги «Москва-Самара». С 1998 года министр информации, культуры и связям с общественностью Правительства Пензенской области.
С 1999 года руководитель аппарата губернатора Пензенской области. Позже работал директором Пензенского филиала федерального лицензионного центра при Госстрое России.
Зарегистрированный кандидат в губернаторы Пензенской области на губернаторских выборах 14 апреля 2002 года, по итогам которых занял последнее место, набрав 0,42 % голосов избирателей.
Скончался 9 апреля 2019 года.

## Награды

### Ордена
- Орден Трудового Красного Знамени (1976)

### Премии
- Премия Совета Министров СССР (1981 — «за проектирование и строительство города Пенза-19»)

### Знаки отличия
- Памятный знак «За заслуги в развитии города Пензы» (2010[4])